# Keenetic
Keenetic — производитель сетевого оборудования. Разрабатывает и продает проводное и беспроводное сетевое оборудование, в частности маршрутизаторы и точки доступа.
При реорганизации компании Zyxel в 2017 году серию интернет-центров Keenetic выделили в самостоятельный бренд. Главный офис компании находится в Гонконге, основными рынками сбыта являются Россия, Украина, Турция.

## История
В 1990 годах пользователь BBS Фидонет Максим Медведев, однажды в поисках хорошего модема наткнулся на модем малоизвестной тайваньской фирмы ZyXEL. Модем ему понравился и вместе с Александром Семёновым и Петром Павловым было решено попробовать организовать бизнес — начать продавать в России эти модемы. В первой партии было всего 30 штук, партию удалось реализовать очень быстро. Молодые люди были энтузиастами, им было неинтересно просто продавать оборудование, поэтому они начали сами модернизировать прошивку модема под особенности российских телефонных линий. Добавили определение российского сигнала «занято», потом добавили АОН. Тайваньцам инициатива понравилась. Со временем всё это превратилось в российское представительство ZyXEL со своей командой разработки в которой работало более двадцати человек.
В середине 2000 годов подразделение розничных продуктов компании Zyxel предложило растущему рынку домашних маршрутизаторов концепцию устройств, которые назвали интернет-центрами.
В 2010 году стали набирать популярность домашние Wi-Fi-роутеры и российская команда ZyXEL предложила компании разработать такое устройство, но тайваньцы отказались, сославшись на недостаток финансов. И тогда российское представительство взялось за разработку самостоятельно. Так появился Keenetic (синтез из англоязычного keen и «отсетевого» netic; название придумал Илья Хрупалов — бывший редактор журнала Компьютерра, много лет работающий в команде российского ZyXEL). В 2010 году представили первое поколение интернет-центров серии Keenetic. Они быстро завоевали популярность, потому что предлагали простую настройку интернета и приёма IP-телевидения, работали с провайдерами независимо от протокола доступа и не резали скорость.
Согласно исследованиям GfK за 2014–2017 годы, Keenetic занимал второе место по объему продаж в России, что в денежном выражении составляло 30% рынка беспроводных маршрутизаторов.
В середине 2019 года компания Keenetic начала осуществлять озвученные ранее планы по выходу на европейские рынки. В конце лета в Стамбуле была проведена пресс-конференция для местных журналистов, посвященная началу работы в Турции. С 2021 года продукция доступна в Восточной Европе и Германии.
С 1 марта 2025 года, «в связи с изменениями в применимом законодательстве», в России прекращают работу мобильное приложение и сервисы Keenetic, которые заменит аналогичные продукты под брендом Netcraze.

##### Награды
Оборудование Keenetic неоднократно удостаивалось наград:
- ZyXEL Keenetic получил награду «Техническое совершенство» от редакции сайта it-world.ru в 2011 году[9];
- Беспроводной роутер Keenetic Giga II награду от редакции портала zoom.cnews.ru в 2013 году[10];
- Keenetic Hero 4G награду от редакции сайта mstreem.ru в 2021 году[11];
- Keenetic Peak награду «Техническое совершенство» от редакции сайта it-world.ru в 2021 году[12];
- Keenetic Titan удостоен наград от редакции сайта PurePC.pl в 2022 году[13].

## KeeneticOS
KeeneticOS (ранее – NDMS) — модульная операционная система интернет-центра с набором установленных компонентов. Иначе KeeneticOS называют системным встроенным программным обеспечением роутера.
Начиная с декабря 2018 года на все интернет-центры Keenetic с индексом модели KN-xxxx распространяется гарантия по формуле "4x4" - четыре года гарантийного обслуживания и 4 года выпуска обновлений функций и безопасности для операционной системы Keenetic OS. По факту некоторые модели предыдущих поколений (особенно более высокого ценового сегмента) получают обновления намного дольше. Например Giga KN-1010 получает обновления до декабря 2025. В операционной системе Keenetic OS автоматическое обновление включено по умолчанию начиная с версии 2.10.
Интернет-центры Keenetic могут выполнять основные функции сетевого хранилища типа NAS. К устройству имеющему USB-порты (кроме самых младших моделей, где USB выход может использоваться только для подключения беспроводного модема) можно подключить жесткие диски (HDD) и твердотельные накопители (SSD), чтобы получить сетевой диск, файловый сервер, загрузчик торрентов (используется Transmission), медиабиблиотеку DLNA, FTP-сервер или личное Облачное хранилище.
Последние версии интернет-центров поддерживают объединение в Wi-Fi-систему, соединенные таким образом устройства Keenetic образуют сеть с бесшовным роумингом по стандартам 802.11k/r/v и централизованным управлением всеми функциями с основного интернет-центра.